# Gilgit
Gilgit (urdu: گلگت ) es la capital de Gilgit-Baltistán y también uno de los principales puntos de partida de la región para las expediciones de montañismo hacia las cordilleras del Karakoram (o Karakórum) y del Himalaya (los otros puntos son Skardu y Karimabad) a poca distancia de Gilgit. En efecto, sobre el gran cauce del río Indo, que tras atravesar el Baltistán cambia aquí su dirección virando al oeste, un hito recuerda que en aquel punto se reúnen las dos grandiosas cadenas montañosas antes citadas y la del Hindukush.
Gilgit está situada junto a la célebre carretera del Karakórum, mundialmente conocida por su nombre en inglés Karakoram Highway, que atravesando el elevadísimo paso de Khunjerab (4.693 m s. n. m.) une desde 1982 Pakistán y Tashkurgán en China. El área administrativa de Gilgit se extiende sobre una superficie de 38.021 km². La región está bañada por el homónimo río Gilgit, que tras un breve aunque torrencial recorrido, fluye en el Indo. Se trata de una comarca montañosa, con una altitud media de 1500 m s. n. m., desplegándose a los pies de la cadena del Karakoram. 